# 권태균
권태균(權泰鈞, 1955년 11월 28일 ~ , 전북 전주)은 대한민국의 공무원이다. 

## 학력
- 서울대학교 경영학 학사
- 서울대학교 경영대학원 석사
- 버지니아 대학교 대학원 경영학 석사
- 중앙대학교 대학원 국제학 박사

## 경력
- 2001 ~ 2004 : 주 OECD 대표부 경제참사관
- 2004 ~ 2005 : 재정경제부 비서실장
- 2005 ~ 2006 : 재정경제부 국제금융국장
- 2006 ~ 2007 : 금융정보분석원장
- 2007.03 ~ 2008.03 : 재정경제부 경제자유구역기획단장
- 2008.03 ~ 2009.01 : 지식경제부 무역투자실장
- 2009.01 ~ 2010.04 : 조달청장
- 2010.06 ~ 2013.06 : 주 아랍에미리트 대사관 대사
- 2013.10 ~ 2014.12 : 대외경제정책연구원 초청연구위원
- 2021.03 ~ : 포스코홀딩스 사외이사
  - 포스코홀딩스 재정위원회 위원장
  - 포스코홀딩스 평가보상위원회 위원
- 2022.07 ~ : 금호석유화학 사외이사
  - 금호석유화학 보상위원회 위원
  - 금호석유화학 사외이사후보추천위원회 위원

## 수상
- 2008 : 홍조근정훈장
- 2013년 아랍에미리트 정부 1등급 독립훈장

| 전임 장수만 | 제27대 조달청장 2009년 1월 23일 ~ 2010년 4월 15일 | 후임 노대래 |